# Syngamia cognatalis
Syngamia cognatalis là một loài bướm đêm trong họ Crambidae.